# Пстрак, Ярослав Васильевич
Пстрак Ярослав Васильевич (1876—1916) — украинский живописец и график.
Родился в городе Гвоздец в Ивано-Франковской области. С 1895 по 1899 учился в Мюнхенской Академии Художеств, где увлекался живописью.
По окончанию Академии прибыл во Львов, где стал иллюстрировать журналы и сатирические издания. Так же Пстрак был портретистом, написавшим множество портретов на заказ местной интеллигенции. Создал ряд пейзажей Прикарпатья, жанровых сцен.
В 1901 году Ярослав Васильевич осуществил творческое путешествие по Западной Европе. Вернувшись на родину окончательно поселился во Львове. Расписал несколько церквей на Гуцульнище, в селе Ильцы создал росписи вместе с художником Й. Куриласом.
Работал во Львове в сатирических журналах, выполнял иллюстрации к литературным произведениям.
По картинкам художника было изданно более 120 открыток. Последние годы жизни жил в Харькове. В честь Пстрака Я.В названны улицы в Ивано-Франковске, а в Коломье детская школа художеств.